# Anna Sippel
Anna Sippel, död 29 april 1676, var en svensk kvinna som avrättades för häxeri. Hon är ett av de mest kända offren vid de berömda Häxprocesserna i Katarina i Stockholm 1675–76 under det stora oväsendet 1668–76. 

## Biografi
Sippel var dotter till Georg Sippel, den tyske bollsportmästaren vid svenska hovet, som grundat Lilla Bollhuset. Hon var gift med Bengt Persson Brååk "Bengt Bagare", en välbärgad bagare som bodde i kvarteret Dagakarlen (mellan Kocks-, Södermanna-, Åsö- och Östgötagatorna) och ägde Bengt Bagares kvarn. Hon blandade och sålde mediciner med Anna Månsdotter. 
Hon uppgav att hon och hennes make tjänade 300 daler per dag för försålt bröd, och att bagarns rikedom skapade avund. Prästänkan Karin Lang, som fick sömnadsarbete av henne, hade haft en konflikt med henne och spridit ut att Satan gav bagarparet pengar. 
Hon ställdes inför rätta med systern Britta Sippel och Anna Månsdotter utpekad för att ha kidnappat barn till Blåkulla. Hon beskrevs som drottningen av Blåkulla i siden, släp och diamanter och anklagades för att där ha klätt barn till brud inför bröllop med Satan. Hennes och systerns barn påstod att hon fört dem till Blåkulla, en tjänare att hon bett henne om blod från hennes menstruation. 
Medan hennes syster beskrivs som mörk och hetsig beskrevs Anna som ljus och kall. Hon frikändes först i underrätten sedan en pojke återtagit sitt vittnesmål när han hotats med ris. Hon återkallades sedan igen. Hon påpekade att hon tillhörde en högre samhällsklass än de andra anklagade och räknade upp vänner av högre klass. Hon förklarade att hon blandade och sålde mediciner av naturliga medel köpta på apotek och sålde till kunder av hög klass som borgmästarfruarna de la Vallee och Thegner. 
Vittnena berättade hur Anna klädde bortförda barn till brudar i Blåkulla. Hennes piga Sara Johansdotter vittnade om att Anna begärt att hon skulle stryka menstruationsblodet över hela kroppen och skriva ett namn på pannan med det - om någon frågade skulle hon säga att hon blött näsblod - och att hon gått ärenden klockan 10 och 12 på nätterna, och att bagarparet och Anna Månsdotter hållit hemliga sammanträden i brödkammaren. Anna förklarade att pigan hade stulit, nekade, att Månsdotter blivit kvar sent ibland efter att han lärt hennes döttrar sy, men inte haft några hemliga möten med henne. En annan piga, Maria Svensdotter, vittnade om att Anna regelbundet tagit karbad, enligt ryktet för att hon hade syfilis, att det spökade en hund på gården, att källaren regelbundet fylldes med pengar och att Sippel sällan gått till kyrkan. Anna Månsdotter vittnade även mot Sippel. Sippel tillbakavisade alla anklagelser med lugna förklaringar. 
Kaplanen Sparrman påstod att Anna hade spottat på en skräddare hos fröken Horn, som dog kort därefter, men Anna svarade "Jag spottar aldrig på folk". Vaktmästaren på gäldstugan påstås (efter hennes avrättning), ha dött, sedan han råkat få se Anna Sippel i ansiktet i hovrättens förmak. Brita Sippels sexåriga dotter berättade att hon sett sin morbror bagaren knåda degen med baken. 
Under rättegången stod 50 vittnen emot henne, och hon försvarade sig med värdighet: hon förklarade att anklagelserna kom sig av avundsjuka, att hon var stolt över hur hon behandlade sina barn och anställda och att det inte spelade någon roll hur många som vittnade mot henne; hon var fortfarande oskyldig, och även om alla rikets präster och biskopar vittnade mot henne, skulle det inte förändra faktum. 
Hon dömdes skyldig till häxeri med systern och Anna Månsdotter 24 april 1676 att bli halshuggna och brända. Då hon hörde domen, förklarade hon att hon fortfarande var oskyldig: ”Jag är ingen trollkärring, om än hundra bispar och präster säger det om mig, så är jag ändå fri”, och att hon hoppades att domarna skulle bli förlåtna för den dom de hade avkunnat.
Avrättningen utfördes på Hötorget 29 april.          